# Heltenes By
Heltenes By er en dansk dokumentarfilm fra 1998 instrueret af Poul Funder Larsen.

## Handling
Et portræt af den russiske stålby Magnitogorsk. En gang en sovjetisk mønsterby - nu i økonomisk og mentalt opbrud. Filmen er en montage af stemmer, synspunkter og skæbner fra denne jernets hovedstad.